# Alameda, California
Alameda, California là một thành phố thuộc quận Alameda trong tiểu bang California, Hoa Kỳ. Thành phố có tổng diện tích 22,96 dặm vuông Anh (59,5 km2), trong đó diện tích đất là 10,611 dặm vuông Anh (27,48 km2) còn diện tích mặt nước là 12,349 dặm vuông Anh (31,98 km2).. Theo điều tra dân số Hoa Kỳ năm 2010, thành phố có dân số 73.812 người, là thành phố lớn 88 thứ bang California năm 2010.
Alameda nằm trên đảo Alameda và đảo Farm Bay, và tiếp giáp với Oakland ở vịnh San Francisco. Phần đảo Farm Bay (còn được gọi là đảo Harbor Bay) của thành phố tiếp giáp với sân bay quốc tế Oakland. Alameda là một thành phố điều lệ, chứ không phải là một thành phố chung của pháp luật, có nghĩa là thành phố có thể cung cấp cho bất kỳ hình thức chính phủ nào. Alameda đã trở thành một thành phố điều lệ và thông qua một chính phủ Hội đồng quản lý vào năm 1916, và vẫn giữ cho đến nay.